# Tu e Eu
Tu e Eu é uma novela da TVI cuja autoria pertence a Manuel Arouca e a António Barreira. A acção envolve muitas histórias sendo que o protagonismo é partilhado por algumas das personagens. Marta Melro e Daniela Ruah protagonizam a acção principal com António Pedro Cerdeira e Fernanda Serrano, Duarte Guimarães, Gonçalo Diniz, Bárbara Norton de Matos, Albano Jerónimo e João Reis.
Foi reposta na TVI Internacional, também foi reposta na TVI Ficção no ano de 2015.

## Sinopse
Tu e Eu, é a história de duas irmãs, Maria do Céu Pinto (Marta Melro) e Daniela Pinto (Daniela Ruah), que apenas têm em comum a sua enorme beleza física. Vivem ambas com a mãe, Lurdes Pinto (Luísa Ortigoso), e o irmão mais novo Tó Pinto (Tiago Aldeia), num bairro humilde, outrora habitado por pescadores.
Daniela, a mais velha, tem uma beleza altamente sensual e tirou o curso de designer de moda.
Céu, um ano mais nova que Daniela, é de uma beleza doce. Excelente aluna, conseguiu média para entrar em Psicologia mas devido aos conflitos da sua vida, ela só começou o curso mais tarde. Na actualidade, está no 2ª ano de Psicologia. A vida de Céu sofreu um grande abalo numa noite que se queria de festa, no ano de 2000.
Numa discoteca, Alexandre Antunes (António Pedro Cerdeira), com a conivência do barman coloca uma droga num shot, para assim poder seduzir Daniela, namorada do seu irmão Sérgio Antunes (Jorge Henriques). Quem acaba por ingerir o tal shot é Céu. Gonçalo Lemos Silva Reis (Duarte Guimarães), que estava a festejar a sua iminente partida para os EUA, interessa-se por Céu e aproxima-se dela. Está bêbado demais para perceber que ela está drogada. Os dois fazem amor, contra a vontade de Céu que, devido à droga, é incapaz de deter Gonçalo.
O jovem parte no dia seguinte para os EUA, sem se conseguir lembrar do rosto da mulher com quem passou a noite. Mas Céu lembra-se. Sente-se violada. Quando começa a tentar ultrapassar a fatídica noite, descobre que está grávida. Corajosa, leva a gravidez até ao fim e nasce Balú Pinto Silva Reis (Francisco Fernandez), um dos heróis da história. Os Silva Reis vivem num casarão, mas são uma família de origens humildes que enriqueceram com o sucesso dos seus inovadores Health Clubs.
Para pagar o seu curso e sustentar o filho, Céu vai, aos fins de tarde, tomar conta dos filhos de Vasco Lemos Silva Reis (Gonçalo Diniz), Carlota Duarte Silva Reis (Carolien Grebe) e Vasquinho Duarte Silva Reis (João Secundino), sem saber que se trata do irmão mais velho de Gonçalo. Vasco ficou viúvo. A mulher, Inês Duarte Silva Reis, morreu num aparatoso acidente de automóvel, envolto em grande mistério, suspeitando-se até de sabotagem. Sendo que foi Débora Duarte (Fernanda Serrano), irmã de Inês, a autora do crime.
Gonçalo foi para Boston precisamente para se especializar na gestão dos mais modernos e ousados health clubs e spas, mas regressa para gerir a pérola da coroa dos Health Clubs dos Silva Reis, um novo Clube Power 7, que se evidencia pelo seu exotismo. O braço direito de Gonçalo no Health Club é a, aparentemente, simpática Claúdia Cardoso (Sandra Celas).
Logo no primeiro encontro entre Gonçalo e Balú dá-se uma tremenda empatia. Céu entretanto fica noiva de Vasco mas quando vai ser anunciado o noivado, cruza-se com Gonçalo. É um grande choque pois reconhece o homem que abusou dela. Por sua vez, Gonçalo não tem qualquer recordação de Céu, mas sente-se profundamente atraído por ela. Céu rejeita-o para espanto de Balú, que vê nele o pai que gostava de ter. Dá-se início a um tumultuoso conflito pleno de sentimentos, emoções e volte faces.
Da família Silva Reis fazem, ainda, parte Raquel Lemos Silva Reis (Simone de Oliveira), a matriarca da família e mãe de Vasco, Gonçalo e Alfredo Lemos Silva Reis, sendo que este último e a mulher, Catarina Silva Reis, morreram num acidente de avião em África, deixando órfãos Luísa Silva Reis (Juana Pereira da Silva) e Martim Silva Reis (Francisco Côrte-Real). A relação de Luísa com a avó Raquel é muito difícil.
Paralelamente, Daniela é convidada para trabalhar como estilista na empresa de confecções de roupa dos Maia, a Top Maia. Eles assinam a marca de roupa mais popular em Portugal. O convite é feito por Clara Vieira da Maia (Bárbara Norton de Matos), que foi sua professora de design, e que no presente é casada com o homem forte da empresa de confecção, Francisco Silva da Maia (Albano Jerónimo). Clara está no último mês de gravidez do seu primeiro filho.
Daniela impressiona pela sua criatividade, capacidade de trabalho mas, sobretudo, pela sua sensualidade. Ao contrário de Céu, Daniela tem uma ambição desmedida e logo que dá os primeiros passos na empresa, atraída pelo charme e poder de Francisco põe como objectivo seduzi-lo. Vai tentá-lo, sem escrúpulos, não se importando de trair a confiança ilimitada que Clara depositou nela. O escaldante romance entre Daniela e Francisco vai cair que nem uma bomba junto de Clara, com um bebé recém-nascido, e dos Maia. Francisco é filho de Marcelino da Maia (Igor Sampaio), um antigo alfaiate, e irmão de Carlos Silva da Maia (João Reis), Caetana Silva da Maia (Joana Vieira) e João Pedro Silva da Maia (Nuno Casanovas).
Débora é o elo de ligação entre estas duas emergentes e poderosas famílias. Débora é cunhada de Vasco, irmã da sua falecida mulher. Foi uma grande top model e estava noiva de Francisco mas um problema de saúde grave fez com que tivesse que tomar cortisona e engordasse. Francisco acabou por a trocar por Clara. Humilhada, Débora jurou vingança a Francisco e vê em Vasco e nos Silva Reis o meio de ter dinheiro, poder e influência para poder levar por diante a sua vingança.
A acção da novela evolui numa urbe sobre uma longa praia que vai abordar a fundo o mundo do surf. As atenções vão centrar-se na rivalidade entre o simpático e cativante Chico Maria Mendes Sobral (Cristovão Campos) e o convencido e muito rico Martim. E nessa rivalidade inclui-se Caetana. Chico vive com o irmão Edgar Mendes Sobral (Daniel Pinto) e com a cunhada Andreia Sobral (Paula Neves) que faz strip-tease, num bar, às escondidas do marido.

## Elenco principal
- Marta Melro - Maria do Céu Pinto (Protagonista)
- Daniela Ruah - Daniela Pinto / Rute (Protagonista)
- Fernanda Serrano - Débora Duarte (Antagonista)
- Duarte Guimarães - Gonçalo Lemos Silva Reis (Protagonista)
- António Pedro Cerdeira - Alexandre (Alex) Antunes (Antagonista)
- Gonçalo Diniz - Vasco Lemos Silva Reis (Antagonista)
- Albano Jerónimo - Francisco Silva da Maia (Protagonista)
- João Reis - Carlos Silva da Maia (Co-Protagonista)
- Bárbara Norton de Matos - Clara Vieira da Maia (Co-Protagonista)
- Sandra Celas - Cláudia Cardoso (Co-Antagonista)
- Paula Neves - Andreia Sobral
- Vera Alves - Olga Castanheira
- Luís Esparteiro - Edmundo Castanheira
- Igor Sampaio - Marcelino da Maia
- Luísa Ortigoso - Lurdes Pinto
- Daniel Pinto - Edgar Mendes Sobral
- Luís Gaspar - Joaquim Vinagre / Jaime Pereira
- Sandra Cóias - Susana Vieira
- Renato Godinho - Marco Maravilhas
- Rita Seguro - Vanda Cardoso Maravilhas
- Jorge Henriques - Sérgio Antunes
- Margarida Cardeal - Mariana Freitas
- Cristóvão Campos - Francisco (Chico) Maria Mendes Sobral
- Juana Pereira da Silva - Luísa Silva Reis
- Francisco Côrte-Real - Martim Silva Reis
- Tiago Aldeia - António (Tó) Pinto
- Catarina Gonçalves - Teresa Castanheira
- Joana Vieira - Caetana Silva da Maia
- Nuno Casanovas - João Pedro Silva da Maia
- Liliana Queiróz - Íris

Actores Convidados
- Simone de Oliveira - Raquel Lemos Silva Reis
- Artur Agostinho (†) - António Maravilhas
- Manuela Cassola (†) - Ludovina Maravilhas

Elenco Infantil
- Francisco Fernandez - Bernardo (Balú) Pinto Silva Reis
- João Secundino - Vasco (Vasquinho) Duarte Silva Reis
- Carolien Grebe - Carlota Duarte Silva Reis
- Maria Carolina - Sofia Castanheira

Elenco adicional
- Alexandra Freudenthal - Julieta
- Ana Murinello - Lígia
- António Évora - Pastor
- Catarina Leiria - Noémia
- Cláudia Cadima - Procuradora do Ministério Público
- Isabel Almeida - Alzira
- João Saboga - Vítor
- Joel Branco - Padre João
- Jorge Estreia - Polícia
- Linda Valadas - Mónica
- Luis Castro - Feliciano
- Pedro Carvalho - Jonas[1]
- Sofia Póvoas - Ana

## Banda Sonora
- "É Melhor Dizer Adeus" - Tony Carreira (Tema de Genérico)
- "Se em Ti Eu Não Mando" - EZ Special (Tema do núcleo juvenil)
- "É Difícil" - Pedro Abrunhosa (Tema de Carlos)
- "You Give Me Something" - James Morrison  (Tema de Céu e Gonçalo)
- "Liberdade" - Diana Basto
- "Com Estilo" - Gil do Carmo
- "Senhor Egoísmo" - Ana Batista (Tema de Daniela)
- "Sem Estares Aqui" - FF (Tema Luísa)
- "Lugar" - Pedro Khima (Tema de Balú)
- "O Fim da Luta" - Balla
- "Estar Contigo" - Pedro Miranda (Tema de Luísa e Chico)
- "Quando Eu te Toco" - TC (Tema de Marco e Vanda)
- "Estás Aqui Eu Sei" - Pedro Bargado
- "Grita, sente" - Diana Basto (Tema de Céu)
- "Dizes Não" - Berg  (Tema Andreia e Edgar)
- "Pele" - Pólo Norte (Tema de Martim)
- "Sem Ti (Perdi a Razão de Viver)" - Mickael Carreira
- "Quero Adormecer" - Ménito Ramos (Tema geral)
- "Juntar o que Sobrou de Mim" - Mónica Sintra (Tema de Clara)
- "Deixa O Amor Entrar - Rui Bandeira (Tema de Andreia)

## Audiência
No primeiro capítulo a trama atingiu 11,7% de rating e 41,7% de share. O último capítulo obteve 13,8% de audiência média e 50,8% de share, o melhor resultado da telenovela. Chegou ao fim com média final de 8,7% de audiência média e 36,3% de share.

## Curiosidades
- Tu e Eu não obteve grandes audiências no horário nobre, ficando a ser transmitida no late-night, onde os resultados também não evoluiram. As causas para o insucesso devem-se essencialmente à falta de protagonistas e núcleos bem definidos e a um enredo pouco coerente, bem como a personagens de presença irrelevante.
- Teve como nome provisório Anjo de Mulher.